# Подлесе (Радомський повіт)
Подлесе (пол. Podlesie) — село в Польщі, у гміні Волянув Радомського повіту Мазовецького воєводства.
Населення — 236 осіб (2011).
У 1975-1998 роках село належало до Радомського воєводства.

## Демографія
Демографічна структура станом на 31 березня 2011 року:
|          | Загалом | Допрацездатний вік | Працездатний вік | Постпрацездатний вік |
| -------- | ------- | ------------------ | ---------------- | -------------------- |
| Чоловіки | 119     | 38                 | 71               | 10                   |
| Жінки    | 117     | 40                 | 61               | 16                   |
| Разом    | 236     | 78                 | 132              | 26                   |